# Ingemar Johansson (gångare)
För andra betydelser, se Ingemar Johansson (olika betydelser).
Bror Ture Ingemar Johansson, född 25 april 1924 i Hagfors, död 18 april 2009 i Arvika, var en svensk friidrottare, vars huvudgren var gång. Han vann den olympiska silvermedaljen på 10 000 meter gång 1948 i London.